# Distretto di Mendi
Il distretto di Mendi, in inglese Mendi-Munihu District, è un distretto della Papua Nuova Guinea appartenente alla Provincia degli Altopiani del Sud. Ha una superficie di 1.354 km² e 62.000 abitanti (stima nel 2000)